# Magdalena von Staupitz
Magdalena von Staupitz (* um 1485 in Motterwitz; † 1548 in Grimma) war Nonne und Schulleiterin der ersten Elementarschule für Mädchen in Grimma. Sie war die Schwester des Theologen Johann von Staupitz und gehörte zusammen mit Katharina von Bora zu den neun Nonnen, die 1523 im Zuge der Reformation aus dem Kloster Nimbschen flohen.

## Leben

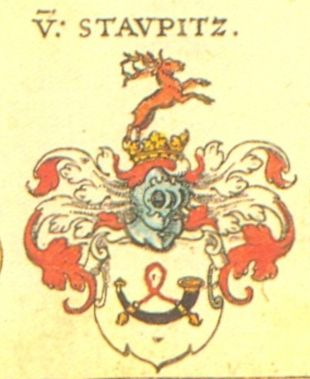
Wappen der Familie Staupitz

Magdalena von Staupitz kam um 1485 auf dem ehemaligen Rittergut Motterwitz nahe Grimma als Tochter einer Familie des niederen Adels zur Welt. 1501 wurde sie ins Zisterzienserinnenkloster Marienthron in Nimbschen aufgenommen und erhielt dort Unterricht in Lesen, Schreiben und Latein. Darüber hinaus übernahm sie im Kloster den Dienst als Organistin und Kantorin.
Wie viele Mönche und Nonnen zu dieser Zeit verließ auch Magdalena von Staupitz in der Osternacht 1523 gemeinsam mit Katharina von Bora und sieben weiteren Ordensschwestern das Kloster Nimbschen und gelangte mittellos über Torgau nach Wittenberg, wo sie einige Jahre als Hauslehrerin lebte und arbeitete. 
Im Jahr 1529 wurde von Staupitz zur Leiterin der ersten Elementarschule für Mädchen in Grimma berufen. 1537 heiratete sie den Grimmaer Bürger Tiburtius Geuder. Die Ehe blieb kinderlos, und von Staupitz leitete die Mädchenschule bis zu ihrem Tod 1548. Durch die Fürsprache von Martin Luther erhielt sie von den Visitatoren in Grimma ein kleines Haus südlich vom alten Augustinerkloster an der Mulde. Als im Jahre 1531 kurfürstliche Sequestratoren ihr das Haus wieder nehmen wollten, schritt Luther energisch für ihre Sache ein und sie konnte in dem Haus wohnen bleiben.